# Akiért a harang szól (regény)
Az Akiért a harang szól (eredeti angol címe: For Whom the Bell Tolls), Ernest Hemingway 1940-ben kiadott regénye. Robert Jordan amerikai fiatal történetét mondja el, aki a spanyol polgárháború alatt a Nemzetközi Brigádok tagjaként segíti az egyik köztársasági gerillacsoportot. Feladata, hogy felrobbantson egy hidat a Segovia elleni támadás alatt. Hemingway életrajzírója, Jeffre Meyers szerint a regény Hemingway legjobb művei közé tartozik.

## Háttér
Hemingway Kubában, Key Westen és az idahói Sun Valley-ben írta meg az Akiért a harang szólt, 1939-ben. Kubában a Hotel Ambos-Mundos-ban szállt meg, itt dolgozott a kéziraton. A regénnyel 1940 júliusában készült el, és októberben adták ki. A regény a spanyol polgárháború alatt átélt saját tapasztalatain alapul. Három típusú karakter jelenik meg benne: teljesen kitaláltak; fikcionalizált karakterek, akiket valós személyekről mintázott; valós személyek. A helyszín a Sierra de Guadarrama hegyei, a cselekmény négy nap és három éjszaka eseményeit öleli fel. Az Akiért a harang szól-t a hónap könyvévé választották, hónapokon belül félmillió példányban kelt el, Pulitzer-díjra jelölték, Hemingway számára pedig nagy sikert hozott. Az első kiadás 1940. október 21-én jelent meg, 75 ezer példányban.

### Cím
A könyv címe utalás John Donne meditációira és imáira, amelyek 1624-ben jelentek meg:
„Senki sem különálló sziget; minden ember a kontinens egy része, a szárazföld egy darabja; ha egy göröngyöt mos el a tenger, Európa lesz kevesebb, éppúgy, mintha egy hegyfokot mosna el, vagy barátaid házát, vagy a te birtokod; minden halállal én leszek kevesebb, mert egy vagyok az emberiséggel; ezért hát sose kérdezd, kiért szól a harang: érted szól.”

## Cselekmény
|  | Alább a cselekmény részletei következnek! |

A történet főleg a főhős, Robert Jordan gondolatain és élményein keresztül bontakozik ki. A karakter Ernest Hemingway saját tapasztalatain alapszik, melyeket a spanyol polgárháborúban szerzett az Észak-amerikai Újságíró Szövetség tudósítójaként. Robert Jordan egy amerikai, aki a Nemzetközi Brigádok tagjaként harcol Francisco Franco fasiszta erői ellen. Tapasztalt dinamitkezelő lévén, egy orosz tábornok azzal a feladattal bízta meg, hogy egy helyi gerillacsapat segítségével robbantson fel egy hidat az ellenséges vonalak mögött. A gerillák táborában Robert Jordan megismerkedik Maríával, egy spanyol lánnyal, akinek a szüleit kivégezték, őt magát pedig megerőszakolták a falangisták, még a háború kezdetekor. A gerillacsapat vezetője, Pablo nem akar részt venni az akcióban, amely veszélyeztetné őt és a csapata tagjait. Jordan szerelme María iránt szembekerül kötelességtudatával. Amikor egy másik gerillacsapatot körbevesznek és megölnek, Pablo elárulja Jordant és ellopja a dinamitok gyújtófejét, hogy megakadályozza a robbantást. Végül Jordan megtalálja a módját, hogy felrobbantsa a dinamitokat, Pablo pedig – látva elszántságát – csatlakozik hozzá. Habár a hidat felrobbantják, lehet, hogy túl későn ahhoz, hogy megakadályozzák az ellenséges csapatok átvonulását. Jordan alól egy tank kilövi a lovát. Tudva, hogy csak hátráltatná a társait, elbúcsúzik Maríától. Elutasítja egyik társa kegyelemlövését, remélve, hogy sikerül végeznie néhány ellenséges katonával, mielőtt elfognák és kivégeznék. A történet közvetlenül az előtt ér véget, hogy Jordan elhagyná a lesállását.
A regény szemléletesen mutatja be a polgárháború brutalitását.
|  | Itt a vége a cselekmény részletezésének! |

## Szereplők
- Robert Jordan – amerikai egyetemi oktató, a rombolások és robbanószerek szakértője
- Anselmo – Robert Jordan idős vezetője
- Golz – szovjet tiszt, ő rendeli el a híd felrobbantását
- Pablo – az antifasiszta gerillák egy csapatának vezetője
- Rafael – inkompetens és lusta, de jó szándékú gerilla, cigány
- María – Robert Jordan fiatal szerelme
- Pilar – Pablo felesége, idősödő de erős nő, a gerillák de facto vezetője
- Agustín – trágár, középkorú gerilla
- El Sordo – egy másik gerillacsoport vezetője
- Fernando – középkorú gerilla
- Andrés és Eladio – testvérek, Pablo csoportjának tagjai
- Primitivo – Pablo csoportjának fiatal tagja
- Joaquin – fiatal, elszánt kommunista, Sordo csoportjának tagja

## Irodalmi érték és fogadtatás

### Nyelvezet
A regény nyelvezete már a megjelenése óta vita és kritika tárgyát képezi. Hemingway rengeteg archaizmust, átbetűzést és hamis barátot használt, hogy hűen közvetítse a karakterek spanyol nyelven való kommunikációját. A regény párbeszédeinek nagy része tükörfordításnak vehető. Hemingway a trágár kifejezéseket az angolban más szavakkal helyettesítette (pl.: trágárság), ám a spanyolban meghagyta őket.

### Narratív stílus
A regény egyes szám harmadik személyben íródott, korlátozott narratív stílusban. A cselekményt és a párbeszédeket Robert Jordan nézőpontjából ismerjük meg, hosszas gondolatmeneteken keresztül. A regény más szereplők gondolatait is tartalmazza (Pilar és Anselmo). Ezek a gondolatmenetek sokkal hosszabbak a Hemingway korábbi munkáiban találhatókkal.
1941-ben a regényt Pulitzer-díjra jelölték, a bizottság oda is ítélte a díjat; Nicholas Murray Butler azonban felülbírálta a döntést, és nem osztottak díjat abban az évben.

## Utalások valós eseményekre
A regény 1937 májusában játszódik, a spanyol polgárháború második évében. A regény hátteréül a guadalajarai csata és az általános szervezetlenség szolgál: Robert Jordan azért csatlakozik a kommunistákhoz, mert ők szervezettek.
A 10. fejezet hírhedt jelenete, melyben Pilar elmeséli a fasiszta alakok kivégzését, a valóságban is megtörtént eseményen alapszik. Rondában 1936-ban körülbelül 500, állítólagosan fasiszta szimpatizánssal végzett a csőcselék.
A spanyol polgárháború néhány fontosabb alakja a regényben is megjelenik, köztük:
- Andreu Nin, az Egyesült Marxista Munkáspárt egyik alapítója, a pártot Karkov kigúnyolja a 18. fejezetben
- Indalecio Prieto, a köztársaságiak egyik vezetője, a 18. fejezetben említik meg
- José Miaja tábornok, 1936 októberében ő a felelős Madrid védelméért, Vicente Rojo tábornokkal együtt említik meg a 35. fejezetben
- Dolores Ibárruri, ismertebb nevén La Pasionaria, részletesebben bemutatják a 32. fejezetben.
- Robert Hale Merriman, a Nemzetközi Brigádok amerikai önkénteseinek vezetője, felesége Marion; Hemingway mindkettejüket jól ismerte, valószínűleg róluk mintázta a főhőst.
- André Marty, vezető francia kommunista és a Nemzetközi Brigádok egyik politikai vezetője, a 42. fejezetben tűnik fel rövid időre.

## Magyarul
- Akiért a harang szól. Regény, 1-2.; ford. Sőtér István; Révai, Bp., 1945

## Feldolgozások
- 1943-ban Sam Wood rendezésében megjelent a regény filmváltozata, melyet kilenc Oscarra jelöltek, ebből csak egyet szerzett meg. Főszereplői Gary Cooper és Ingrid Bergman.
- 1956-ban a CBS leadta a regény kétrészes televíziós feldolgozását.
- 1965-ben a BBC is elkészítette a saját, négyrészes feldolgozását.
- A Metallica 1984-ben adta ki a regény dalfeldolgozását, a Ride the Lightning lemezen.